# Gustav Giemsa
Gustav Giemsa (phát âm theo tiếng Đức: /ˈɡiːmza/) là một nhà hóa học người Đức, gốc Ba Lan. Ông được nhắc đến vì đã tạo ra một loại thuốc nhuộm và cách sử dụng nó trong nghiên cứu sinh học, hiện rất phổ biến và thường được gọi là "nhuộm Giemsa". Ông đã dùng phương pháp này trong nghiên cứu của mình về các kí sinh trùng, trong đó có vi khuẩn, nên người ta còn gọi ông là nhà vi khuẩn học.

## Tiểu sử
- Giemsa sinh ngày 20 tháng 11 năm 1867, tại vùng Medar-Blechhammer hiện thuộc thành phố Kędzierzyn-Koźle của nước Đức.
- Thời thanh niên, Giemsa học dược học và khoáng vật học tại Đại học Leipzig; học hóa học và vi khuẩn học tại Đại học Berlin. Từ năm 1895 đến 1898, ông làm dược sĩ ở Đông Phi thuộc Đức. Ông là trợ lý đầu tiên cho Bernhard Nocht (Albrecht Eduard Bernhard Nocht) ở học viện Y học nhiệt đới Bernhard Nocht (Institute for Tropical Medicine) tại Hamburg. Năm 1900, ông trở thành người đứng đầu khoa Hóa học của Viện.[1]
- Năm 1933, cùng với nhiều giáo sư các trường đại học và trung học Đức Giemsa đã ký vào bản thề trung thành với Adolf Hitler. Ông là đảng viên của Đảng Công nhân Đức Quốc gia Xã hội chủ nghĩa (NSDAP).
- Ông mất ngày 10 tháng 6 năm 1948, tại Biberwier, thọ 80 tuổi.[3][4]

## Cống hiến
- Năm 1904 Giemsa đã xuất bản một bài tiểu luận về quy trình nhuộm cho các loại trùng roi, tế bào máu người và vi khuẩn, mà ông cải tiến từ phương pháp nhuộm của Romanowsky (sử dụng eosin Y và xanh methylene) bằng cách ổn định dung dịch thuốc nhuộm này bằng glycerol.
- Phương pháp nhuộm này gọi là phương pháp nhuộm Romanowsky-Giemsa, nay thường gọi tắt là nhuộm Giemsa, đã được sử dụng để chẩn đoán có hiệu quả về bệnh sốt rét do Plasmodium, bệnh Chagas do Trypanosoma và bệnh Chlamydia. Ngoài ra phương pháp của ông còn được coi là kỹ thuật chẩn đoán tiêu chuẩn trên thế giới để phân loại u lympho theo hệ phân loại Kiel (Kiel classification lymphoma). Nhờ đó, phương pháp này cho phép nhuộm màu mẫu vật dễ quan sát hơn bằng kính hiển vi thông thường. Phương pháp này vẫn được sử dụng trong các phòng thí nghiệm ngày nay.
- Ngoài ra, nhuộm Giemsa còn áp dụng riêng cho nhuộm nhiễm sắc thể trong nghiên cứu di truyền học, tạo thành các băng (vệt hay dải) thường gọi là băng Giemsa.